# Каттс, Мэтт
Мэттью "Мэтт" Каттс (род. 1972 ) — американский инженер-программист. Был главой команды Google по борьбе с поисковым спамом. В настоящее время работает в US Digital Service: вначале техническим директором, а с 20 января 2017 года — исполняющим обязанности администратора. Ранее работал с Google в команде качества поиска по проблемам поисковой оптимизации.

## Образование
Каттс окончил школу в  Морхеде, Кентукки в Rowan County Senior High School. В 1995 году он получил степень бакалавра в области компьютерных наук и математики в Кентуккийском университете. В 1998 году получил степень магистра наук в Университете Северной Каролины в Чапел-Хилл.

## Карьера
Каттс начал свою карьеру в области веб-поиска во время работы над докторской диссертацией в Университете Северной Каролины в Чапел-Хилл. В январе 2000 года Каттс присоединился к Google в качестве инженера-программиста. В 2007 г. Каттс заявил, что областью его исследования была информатика; затем он перешёл в область информационного поиска и поисковых систем. До работы в отделе качества поиска в Google Каттс работал в команде безопасного поиска и семейного фильтра, который он разработал. Там он получил прозвище "порно-печенье парень" (англ. porn cookie guy) за то, что угощал домашним печеньем, приготовленным его женой, любого, кто находил пример нежелательной порнографии в результатах поиска.
Каттс является одним из соавторов-изобретателей, перечисленных в патенте Google, связанном с поисковыми системами и веб-спамом.
В ноябре 2010 года Каттс объявил конкурс разработчиков — нужно было сделать Microsoft Kinect более совместимой с операционной системой Linux. В то время Microsoft заявляли, что использование Kinect с другими устройствами, кроме Xbox 360, не поддерживается ими.
В июле 2014 года Мэтт заявил с своём блоге, что собирается взять несколько месяцев отпуска, чтобы проводить больше времени со своей семьей и попробовать новые вещи. Когда Мэтт устраивался в Google, то договорился с женой, что будет работать в течение 4–5 лет, а потом они проведут некоторый период вместе, и 15 лет спустя наконец принял решение сделать это.
В мае 2015 года Google объявил, что поставил нового человека на позицию Мэтта, руководителя команды по борьбе с веб-спамом. Однако, в отличие от Мэтта, этот человек не будет официальным представителем по вопросам издателей и веб-мастеров.
В январе 2017 года Мэтт объявил на своём официальном блоге, что он уходит из Google, чтобы присоединиться к US Digital Service.